# Gustave de Ponton d’Amécourt

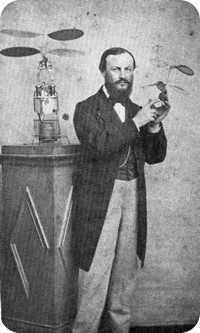
Gustave de Ponton d’Amécourt

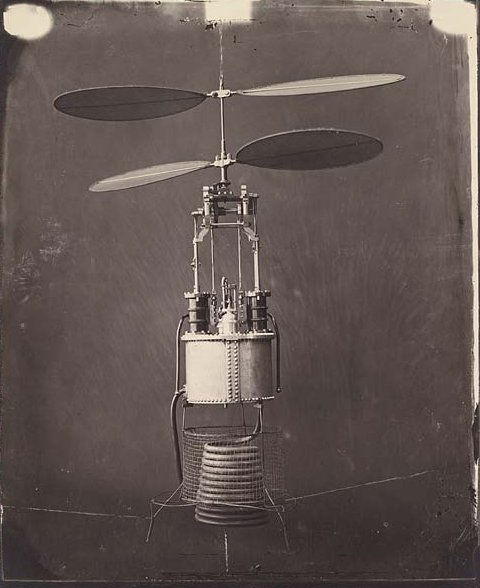
chère hélice, Fotografie von Nadar

Vicomte Gustave de Ponton d’Amécourt (geb. 1825 in Paris; gest. 1888 in Trilport, Seine-et-Marne) war ein französischer Numismatiker, der sich für Aeronautik interessierte.  Er ist der Erfinder des Wortes hélicoptère (dt. „Helikopter“).

## Biografie
Gustave de Ponton d’Amécourt strebte eine Universalbildung an und studierte neben den Alten Sprachen auch Sanskrit sowie Mathematik und Physik.
Er war Präsident und Gründer der Französischen Numismatischen Gesellschaft und war mit Félix Nadar und mit Jules Verne befreundet, dessen literarische Erfindungen er bewunderte. Zu seinen Forschungsarbeiten gehörten insbesondere eingehende Studien der merowingischen Münzen, die er der Société historique et archéologique du Maine (Le Mans), deren Mitglied er war, übergab.
Aus den griechischen Wörtern helikos und pteron (für Schraube und Flügel) schuf er das Wort Helikopter (1861) für die Erfindung des Hubschraubers, die er zusammen mit Gabriel de La Landelle vorstellte, um damit die Probleme der Luftnavigation zu lösen.
Analog zu dem Wort navigation schuf er mit Gabriel de La Landelle das Wort aviation, abgeleitet von dem Verb avier, ein Synonym von voler franz. = fliegen.
So beginnt Ponton d’Amécourt das Vorwort seiner Collection de mémoires sur la locomotion aérienne sans Ballons (Sammlung von Memoiren über die Fortbewegung in der Luft ohne Ballons):

„Le but que je me propose en publiant cette collection de Mémoires est d’offrir à ceux qui cherchent à résoudre le problème de la navigation aérienne par des procédés mécaniques une suite de travaux sérieux sur cette importante question. / dt. Der Zweck, den ich mit der Herausgabe dieser Sammlung von Memoiren verfolge, besteht darin, denjenigen, die das Problem der Luftschifffahrt mit mechanischen Mitteln zu lösen suchen, eine Reihe von ernsthaften Arbeiten über diese wichtige Frage anzubieten.“

Es folgt das Kapitel La conquete de l’air par l’hélice, exposé d’un nouveau système d’aviation (Die Eroberung der Luft durch den Propeller, eine Exposition eines neuen Systems der Luftfahrt), gefolgt von einem Entretien sur les moteurs légers (Gespräch über leichte Motoren) sowie weitere Aufsätze von Emmanuel Liais Sur le vol des oiseaux et des insectes (Über den Flug der Vögel und Insekten), ein Calcul de la force motrice nécessaire pour soutenir en l’air des appareils plus denses que l’air (Berechnung der Bewegungskraft, die notwendig ist, um Geräte, die dichter als Luft sind, in der Luft zu halten) mit den entsprechenden mathematischen Berechnungen und Formeln, sowie ein weiterer Aufsatz von Babinet.
Sein Buch La conquète de l’air par l’hélice. Exposé d’un nouveau système d’aviation (Die Eroberung der Luft durch den Propeller. Exposé eines neuen Systems der Luftfahrt; Paris 1863) war die erste Veröffentlichung, in der das Prinzip des Fluges mit einem Hubschrauber erklärt wird. Der Autor führte Tests mit einem Fluggerät mit Dampfmaschine durch. Doch bis zum ersten Hubschrauber-Flug musste man bis ins 20. Jahrhundert warten.
Jules Verne wurde zur Beschreibung des Hubschraubers in seinem Roman Robur der Eroberer durch diese 1863 veröffentlichte Broschüre inspiriert, in der Amécourt seine Erfindung beschrieb.

## Gedenktafel

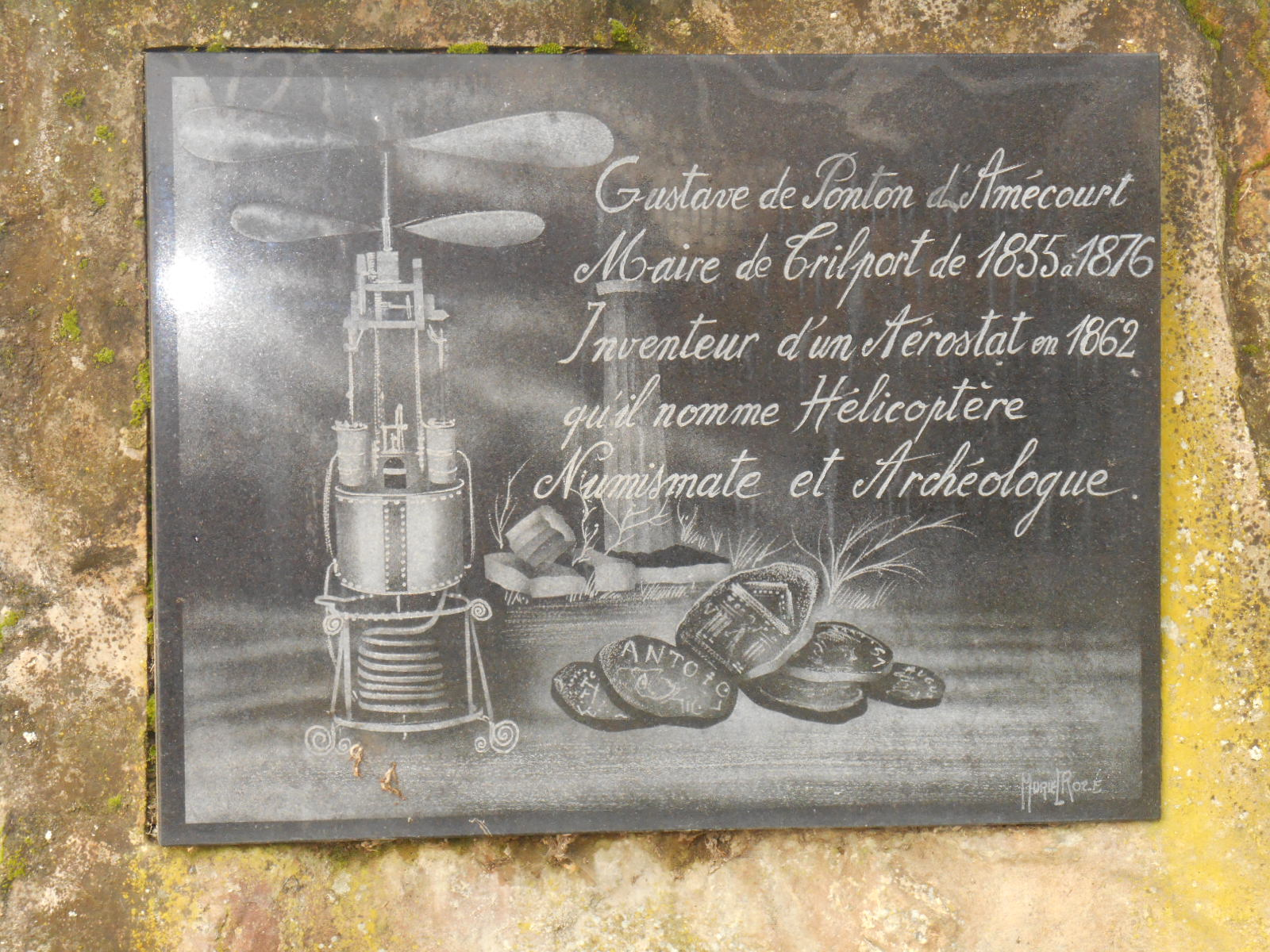
Gedenktafel zu Ehren von Gustave de Ponton d’Amécourt im Ort Trilport, wo er Bürgermeister war

Im Park der Gemeinde Trilport, deren Bürgermeister er war, wurde eine Gedenktafel angebracht. Sie trägt die Aufschrift (mit deutscher Übersetzung):
| Gustave de Ponton d’Amécourt / Maire de Trilport des 1855 à 1876 / Inventeur d’un Aerostat en 1862 / qu’il nomme Hélicoptére / Numismate et Archéologe. | Gustave de Ponton d’Amécourt / Bürgermeister von Trilport von 1855 bis 1876 / Erfinder eines Aerostaten im Jahre 1862 / den er Helikopter nannte / Numismatiker und Archäologe. |

## Publikationen (Auswahl)
Aeronautik
- Gustave de Ponton d’Amécourt: Collection de mémoires sur la locomotion aérienne sans ballons. Paris Gauthier-Villars, 1864 - Digitalisat
- Ponton d’Amécourt, Le Vicomte Gustave De: La conquète de l’air par l’hélice. Exposé d’un nouveau système d’aviation. Paris, chez l’auteur, 20 rue de Madame, imprimé par E.Thunot, 1863 – Digitalisat

Numismatik
- Ponton d’Amécourt, Le Vicomte De (Hrsg.): Essai sur la Numismatique Mérovingienne comparée à la Géographie de Grégoire de Tours: Lettre à M. Alfred Jacobs. Paris, Rollin et Feuarent / Auguste Durand, 1864 (Besprechung)
- Gustave de Ponton d’Amécourt. Les monnaies mérovingiennes du Cénomannicum, in: Revue Historique et Archéologique du Maine, Le Mans, 1881–1882, tomes X, XI et XII.
- Ponton d’Amécourt (Le Vte. de): Note sur un tiers-de-sol mérovingien frappé à Lieusaint (Seine-et-Marne). Extrait du Bull. de la Soc. d’Archéo., Sciences, Lettres et arts, du dép. de Seine-et-Marne. Meaux, Typogr. de J. Carro, 1866. (?)